# Karolinska-instituut
Het Karolinska-instituut is een medische universiteit in Zweden en een van de grootste van Europa. Het heeft vestigingen in Solna en Huddinge.
Het Karolinska-instituut werd in 1810 opgericht door Karel XIII van Zweden en diende oorspronkelijk als een opleidingscentrum voor legerchirurgen. Al snel werden de taken uitgebreid en inmiddels is het de grootste en bekendste medische universiteit van Zweden. Niet alleen de geneeskundeopleiding is bekend, maar ook de medische onderzoeken en studies die er verricht worden. Dit instituut reikt jaarlijks de Nobelprijs voor de Fysiologie of Geneeskunde uit.
Alfred Nobel · Sveriges Riksbank
Karolinska-instituut · Zweedse Academie · Koninklijke Zweedse Academie voor Wetenschappen · Noors Nobelinstituut / Noors Nobelcomité
Economie · Fysiologie of Geneeskunde · Literatuur · Natuurkunde · Scheikunde · Vrede
- Biblioteca Nacional de España: XX164219
- Bibliothèque nationale de France: cb123270064 (data)
- Catàleg d'autoritats de noms i títols de Catalunya: 981058595530206706
- Gemeinsame Normdatei: 1004463-2
- International Standard Name Identifier: 0000 0001 2159 5590
- KulturNav: 20af97b7-b329-489e-8204-ba304e0d6724
- Library of Congress Control Number: n79070220
- Nationale Bibliotheek van Tsjechië: ko2003200172
- Nationale Bibliotheek van Israël: 987007605551105171
- LIBRIS: 236620
- Système universitaire de documentation: 033564604
- Trove: 1165165
- Union List of Artist Names: 500309215
- Virtual International Authority File: 138362587